# Kalione Nasoko
Kalione Nasoko (2 december 1990) is een Fijisch rugbyspeler.

## Carrière
Nasoko won met de ploeg van Fiji tijdens de Olympische Zomerspelen van Tokio de gouden medaille. Nasoko scoorde een conversie.

## Erelijst

### Met Fiji
- Olympische Zomerspelen:  2021